# Maksim Bili
Foi um jogador de futebol profissional ucraniano que jogou na demarcação meio-campista.

## Biografia
Ele estreou como jogador profissional em 2006, aos 17 anos com o FC Metalist Kharkiv. Depois de permanecer no clube, um curto período de tempo ele se juntou FC Kharkiv. Ele jogou por três anos no clube, e depois de marcar quatro gols em 52 jogos disputados, foi transferido para PFK Metalurg Zaporizhia por uma temporada. Em 2010 assinou pelo FC Zarya Lugansk, onde permaneceu durante os últimos três anos de sua carreira no futebol antes de sua morte.
Ele morreu em 14 de setembro de 2013 aos 24 anos devido a um tumor cerebral.